# Campeonato Brasileiro Série C 2008
In 2008 werd de negentiende editie van het Campeonato Brasileiro Série C gespeeld, de derde hoogste klasse van het Braziliaanse voetbal. De competitie werd gespeeld van 6 juli tot 23 november. Atlético Goianiense werd kampioen.

## Format
Er namen 63 clubs deel die in de eerste fase verdeeld werden over 16 poules van drie tot vier clubs, de top twee stootte telkens door naar de tweede fase. Hier werden de teams verdeeld over acht groepen van vier waarvan de top twee telkens weer doorging naar de derde fase. Opnieuw werden de teams verdeeld over vier groepen van vier waarvan de top twee zich voor de laatste fase plaatste. Hier bekampten de acht overblijvers elkaar en vanaf dit seizoen promoveerden maar liefst vier clubs naar de Série B.

## Eerste fase

### Groep 1
| Plaats | Club       | Wed. | W | G | V | Saldo | Ptn. |
| ------ | ---------- | ---- | - | - | - | ----- | ---- |
| 1.     | Rio Branco | 4    | 3 | 0 | 1 | 13:7  | 9    |
| 2.     | Luverdense | 4    | 3 | 0 | 1 | 11:8  | 9    |
| 3.     | Fast Clube | 4    | 0 | 0 | 4 | 2:11  | 0    |

|  | Geplaatst voor tweede fase |

### Groep 2
| Plaats | Club      | Wed. | W | G | V | Saldo | Ptn. |
| ------ | --------- | ---- | - | - | - | ----- | ---- |
| 1.     | Holanda   | 6    | 4 | 0 | 2 | 11:8  | 12   |
| 2.     | Remo      | 6    | 3 | 2 | 1 | 12:5  | 11   |
| 3.     | Cristal   | 6    | 2 | 2 | 2 | 5:5   | 8    |
| 4.     | Progresso | 6    | 1 | 0 | 5 | 3:13  | 3    |

|  | Geplaatst voor tweede fase |

### Groep 3
| Plaats | Club            | Wed. | W | G | V | Saldo | Ptn. |
| ------ | --------------- | ---- | - | - | - | ----- | ---- |
| 1.     | Águia de Marabá | 6    | 3 | 1 | 2 | 13:10 | 10   |
| 2.     | Paysandu        | 6    | 2 | 3 | 1 | 7:5   | 9    |
| 3.     | Bacabal         | 6    | 2 | 2 | 2 | 8:7   | 8    |
| 4.     | Palmas          | 6    | 2 | 0 | 4 | 6:12  | 6    |

(1): Ulbra Ji-Paraná kreeg zes strafpunten voor het opstellen van een niet-speelgerechtigde speler.
|  | Geplaatst voor tweede fase |

### Groep 4
| Plaats | Club           | Wed. | W | G | V | Saldo | Ptn. |
| ------ | -------------- | ---- | - | - | - | ----- | ---- |
| 1.     | Picos          | 6    | 2 | 4 | 0 | 3:1   | 10   |
| 2.     | Sampaio Corrêa | 6    | 2 | 3 | 1 | 6:4   | 9    |
| 3.     | Barras         | 6    | 2 | 2 | 2 | 4:4   | 8    |
| 4.     | Horizonte      | 6    | 1 | 1 | 4 | 5:9   | 4    |

|  | Geplaatst voor tweede fase |

### Groep 5
| Plaats | Club                | Wed. | W | G | V | Saldo | Ptn. |
| ------ | ------------------- | ---- | - | - | - | ----- | ---- |
| 1.     | Campinense          | 6    | 3 | 2 | 1 | 11:6  | 11   |
| 2.     | Santa Cruz-PE       | 6    | 2 | 2 | 2 | 7:6   | 8    |
| 3.     | Potiguar de Mossoró | 6    | 2 | 1 | 3 | 9:10  | 7    |
| 4.     | Central             | 6    | 1 | 3 | 2 | 1:6   | 6    |

|  | Geplaatst voor tweede fase |

### Groep 6
| Plaats | Club          | Wed. | W | G | V | Saldo | Ptn. |
| ------ | ------------- | ---- | - | - | - | ----- | ---- |
| 1.     | Salgueiro     | 6    | 3 | 3 | 0 | 10:5  | 12   |
| 2.     | Icasa         | 6    | 3 | 2 | 1 | 7:4   | 11   |
| 3.     | Santa Cruz-RN | 6    | 2 | 1 | 3 | 5:8   | 7    |
| 4.     | Treze         | 6    | 0 | 2 | 4 | 3:8   | 2    |

|  | Geplaatst voor tweede fase |

### Groep 7
| Plaats | Club                | Wed. | W | G | V | Saldo | Ptn. |
| ------ | ------------------- | ---- | - | - | - | ----- | ---- |
| 1.     | ASA                 | 6    | 4 | 1 | 1 | 14:6  | 13   |
| 2.     | Confiança           | 6    | 4 | 0 | 2 | 12:10 | 12   |
| 3.     | Atlético Alagoinhas | 6    | 2 | 1 | 3 | 6:8   | 7    |
| 4.     | Petrolina           | 6    | 1 | 0 | 5 | 6:14  | 3    |

|  | Geplaatst voor tweede fase |

### Groep 8
| Plaats | Club                 | Wed. | W | G | V | Saldo | Ptn. |
| ------ | -------------------- | ---- | - | - | - | ----- | ---- |
| 1.     | Vitória da Conquista | 6    | 4 | 1 | 1 | 12:7  | 13   |
| 2.     | Itabuna              | 6    | 3 | 0 | 3 | 8:7   | 9    |
| 3.     | Sergipe(1)           | 6    | 3 | 1 | 2 | 9:9   | 4    |
| 4.     | CSA                  | 6    | 1 | 0 | 5 | 4:10  | 3    |

(1): Sergipe kreeg zes strafpunten voor het opstellen van een niet-speelgerechtigde speler. 
|  | Geplaatst voor tweede fase |

### Groep 9
| Plaats | Club                | Wed. | W | G | V | Saldo | Ptn. |
| ------ | ------------------- | ---- | - | - | - | ----- | ---- |
| 1.     | Atlético Goianiense | 6    | 4 | 2 | 0 | 15:5  | 14   |
| 2.     | Mixto               | 6    | 2 | 3 | 1 | 11:8  | 9    |
| 3.     | Operário            | 6    | 1 | 4 | 1 | 3:5   | 7    |
| 4.     | Águia Negra         | 6    | 0 | 1 | 5 | 4:15  | 1    |

|  | Geplaatst voor tweede fase |

### Groep 10
| Plaats | Club         | Wed. | W | G | V | Saldo | Ptn. |
| ------ | ------------ | ---- | - | - | - | ----- | ---- |
| 1.     | Dom Pedro II | 6    | 2 | 3 | 1 | 8:8   | 9    |
| 2.     | Itumbiara    | 6    | 2 | 2 | 2 | 6:5   | 8    |
| 3.     | Anápolis     | 6    | 2 | 2 | 2 | 7:11  | 8    |
| 4.     | Legião       | 6    | 2 | 1 | 3 | 12:10 | 7    |

|  | Geplaatst voor tweede fase |

### Groep 11
| Plaats | Club            | Wed. | W | G | V | Saldo | Ptn. |
| ------ | --------------- | ---- | - | - | - | ----- | ---- |
| 1.     | América Mineiro | 6    | 3 | 2 | 1 | 7:3   | 11   |
| 2.     | Duque de Caxias | 6    | 2 | 2 | 2 | 8:8   | 8    |
| 3.     | Paulista        | 6    | 2 | 2 | 2 | 6:6   | 8    |
| 4.     | Serra           | 6    | 2 | 0 | 4 | 7:11  | 6    |

|  | Geplaatst voor tweede fase |

### Groep 12
| Plaats | Club          | Wed. | W | G | V | Saldo | Ptn. |
| ------ | ------------- | ---- | - | - | - | ----- | ---- |
| 1.     | Guaratinguetá | 6    | 4 | 1 | 1 | 7:3   | 13   |
| 2.     | Boavista      | 6    | 3 | 1 | 2 | 13:4  | 10   |
| 3.     | Macaé         | 6    | 2 | 3 | 1 | 6:4   | 9    |
| 4.     | Linhares      | 6    | 0 | 1 | 5 | 3:18  | 1    |

|  | Geplaatst voor tweede fase |

### Groep 13
| Plaats | Club      | Wed. | W | G | V | Saldo | Ptn. |
| ------ | --------- | ---- | - | - | - | ----- | ---- |
| 1.     | Ituiutaba | 6    | 4 | 2 | 0 | 11:4  | 14   |
| 2.     | Noroeste  | 6    | 2 | 2 | 2 | 9:9   | 8    |
| 3.     | Tupi      | 6    | 2 | 1 | 3 | 6:9   | 7    |
| 4.     | Mirassol  | 6    | 1 | 1 | 4 | 7:11  | 4    |

|  | Geplaatst voor tweede fase |

### Groep 14
| Plaats | Club      | Wed. | W | G | V | Saldo | Ptn. |
| ------ | --------- | ---- | - | - | - | ----- | ---- |
| 1.     | Ituano    | 6    | 3 | 1 | 2 | 10:8  | 10   |
| 2.     | Guarani   | 6    | 3 | 1 | 2 | 5:4   | 10   |
| 3.     | Madureira | 6    | 2 | 1 | 3 | 8:9   | 7    |
| 4.     | Linense   | 6    | 2 | 1 | 3 | 5:7   | 7    |

|  | Geplaatst voor tweede fase |

### Groep 15
| Plaats | Club                 | Wed. | W | G | V | Saldo | Ptn. |
| ------ | -------------------- | ---- | - | - | - | ----- | ---- |
| 1.     | Toledo               | 6    | 2 | 3 | 1 | 8:6   | 9    |
| 2.     | Marcílio Dias        | 6    | 2 | 3 | 1 | 6:4   | 9    |
| 3.     | Inter de Santa Maria | 6    | 2 | 2 | 2 | 7:5   | 8    |
| 4.     | Engenheiro Beltrão   | 6    | 2 | 0 | 4 | 3:9   | 6    |

|  | Geplaatst voor tweede fase |

### Groep 16
| Plaats | Club              | Wed. | W | G | V | Saldo | Ptn. |
| ------ | ----------------- | ---- | - | - | - | ----- | ---- |
| 1.     | Brasil de Pelotas | 6    | 3 | 2 | 1 | 4:4   | 11   |
| 2.     | Caxias            | 6    | 2 | 2 | 2 | 8:4   | 8    |
| 3.     | J. Malucelli      | 6    | 1 | 4 | 1 | 4:4   | 7    |
| 4.     | Metropolitano     | 6    | 0 | 4 | 2 | 4:8   | 4    |

|  | Geplaatst voor tweede fase |

## Tweede fase

### Groep 17
| Plaats | Club       | Wed. | W | G | V | Saldo | Ptn. |
| ------ | ---------- | ---- | - | - | - | ----- | ---- |
| 1.     | Rio Branco | 6    | 4 | 1 | 1 | 20:16 | 13   |
| 2.     | Luverdense | 6    | 1 | 3 | 2 | 13:12 | 6    |
| 3.     | Holanda    | 6    | 1 | 3 | 2 | 10:12 | 6    |
| 4.     | Remo       | 6    | 1 | 3 | 2 | 7:10  | 6    |

|  | Geplaatst voor derde fase |

### Groep 18
| Plaats | Club            | Wed. | W | G | V | Saldo | Ptn. |
| ------ | --------------- | ---- | - | - | - | ----- | ---- |
| 1.     | Águia de Marabá | 6    | 3 | 1 | 2 | 13:8  | 10   |
| 2.     | Paysandu        | 6    | 3 | 1 | 2 | 8:8   | 10   |
| 3.     | Sampaio Corrêa  | 6    | 2 | 2 | 2 | 6:6   | 8    |
| 4.     | Picos           | 6    | 2 | 0 | 4 | 6:11  | 6    |

|  | Geplaatst voor derde fase |

### Groep 19
| Plaats | Club          | Wed. | W | G | V | Saldo | Ptn. |
| ------ | ------------- | ---- | - | - | - | ----- | ---- |
| 1.     | Salgueiro     | 6    | 2 | 3 | 1 | 10:8  | 9    |
| 2.     | Campinense    | 6    | 2 | 3 | 1 | 6:4   | 9    |
| 3.     | Icasa         | 6    | 2 | 2 | 2 | 5:7   | 8    |
| 4.     | Santa Cruz-PE | 6    | 0 | 4 | 2 | 5:7   | 2    |

|  | Geplaatst voor derde fase |

### Groep 20
| Plaats | Club                 | Wed. | W | G | V | Saldo | Ptn. |
| ------ | -------------------- | ---- | - | - | - | ----- | ---- |
| 1.     | ASA                  | 6    | 3 | 1 | 2 | 11:7  | 10   |
| 2.     | Confiança            | 6    | 3 | 1 | 2 | 11:8  | 10   |
| 3.     | Vitória da Conquista | 6    | 2 | 1 | 3 | 11:11 | 7    |
| 4.     | Itabuna              | 6    | 2 | 1 | 3 | 9:16  | 7    |

|  | Geplaatst voor derde fase |

### Groep 21
| Plaats | Club                | Wed. | W | G | V | Saldo | Ptn. |
| ------ | ------------------- | ---- | - | - | - | ----- | ---- |
| 1.     | Atlético Goianiense | 6    | 5 | 0 | 1 | 22:9  | 15   |
| 2.     | Mixto               | 6    | 2 | 1 | 3 | 7:8   | 7    |
| 3.     | Dom Pedro II        | 6    | 2 | 1 | 3 | 9:12  | 7    |
| 4.     | Itumbiara           | 6    | 2 | 0 | 4 | 8:17  | 6    |

|  | Geplaatst voor derde fase |

### Groep 22
| Plaats | Club            | Wed. | W | G | V | Saldo | Ptn. |
| ------ | --------------- | ---- | - | - | - | ----- | ---- |
| 1.     | Guaratinguetá   | 6    | 4 | 1 | 1 | 9:4   | 13   |
| 2.     | Duque de Caxias | 6    | 4 | 0 | 2 | 8:7   | 12   |
| 3.     | América Mineiro | 6    | 2 | 1 | 3 | 6:5   | 7    |
| 4.     | Boavista        | 6    | 1 | 0 | 5 | 4:11  | 3    |

|  | Geplaatst voor derde fase |

### Groep 23
| Plaats | Club      | Wed. | W | G | V | Saldo | Ptn. |
| ------ | --------- | ---- | - | - | - | ----- | ---- |
| 1.     | Ituiutaba | 6    | 4 | 2 | 0 | 8:2   | 14   |
| 2.     | Guarani   | 6    | 3 | 1 | 2 | 6:5   | 10   |
| 3.     | Noroeste  | 6    | 1 | 4 | 1 | 3:3   | 7    |
| 4.     | Ituano    | 6    | 0 | 1 | 5 | 4:11  | 1    |

|  | Geplaatst voor derde fase |

### Groep 24
| Plaats | Club              | Wed. | W | G | V | Saldo | Ptn. |
| ------ | ----------------- | ---- | - | - | - | ----- | ---- |
| 1.     | Marcílio Dias     | 6    | 4 | 1 | 1 | 10:8  | 13   |
| 2.     | Brasil de Pelotas | 6    | 4 | 0 | 2 | 12:11 | 12   |
| 3.     | Caxias            | 6    | 2 | 1 | 3 | 12:9  | 7    |
| 4.     | Toledo            | 6    | 0 | 2 | 4 | 6:12  | 2    |

|  | Geplaatst voor derde fase |

## Derde fase

### Groep 25
| Plaats | Club            | Wed. | W | G | V | Saldo | Ptn. |
| ------ | --------------- | ---- | - | - | - | ----- | ---- |
| 1.     | Rio Branco      | 6    | 4 | 1 | 1 | 9:3   | 13   |
| 2.     | Águia de Marabá | 6    | 2 | 3 | 1 | 8:10  | 9    |
| 3.     | Paysandu        | 6    | 2 | 2 | 2 | 9:8   | 8    |
| 4.     | Luverdense      | 6    | 0 | 2 | 4 | 4:9   | 2    |

|  | Geplaatst voor finalegroep |

### Groep 26
| Plaats | Club       | Wed. | W | G | V | Saldo | Ptn. |
| ------ | ---------- | ---- | - | - | - | ----- | ---- |
| 1.     | Confiança  | 6    | 3 | 2 | 1 | 8:5   | 11   |
| 2.     | Campinense | 6    | 3 | 1 | 2 | 7:8   | 10   |
| 3.     | ASA        | 6    | 2 | 2 | 2 | 8:6   | 8    |
| 4.     | Salgueiro  | 6    | 0 | 3 | 3 | 4:8   | 3    |

|  | Geplaatst voor finalegroep |

### Groep 27
| Plaats | Club                | Wed. | W | G | V | Saldo | Ptn. |
| ------ | ------------------- | ---- | - | - | - | ----- | ---- |
| 1.     | Atlético Goianiense | 6    | 3 | 1 | 2 | 12:6  | 10   |
| 2.     | Duque de Caxias     | 6    | 3 | 1 | 2 | 12:8  | 10   |
| 3.     | Guaratinguetá       | 6    | 3 | 1 | 2 | 10:6  | 10   |
| 4.     | Mixto               | 6    | 1 | 1 | 4 | 6:20  | 4    |

|  | Geplaatst voor finalegroep |

### Groep 28
| Plaats | Club              | Wed. | W | G | V | Saldo | Ptn. |
| ------ | ----------------- | ---- | - | - | - | ----- | ---- |
| 1.     | Guarani           | 6    | 3 | 3 | 0 | 11:4  | 12   |
| 2.     | Brasil de Pelotas | 6    | 2 | 3 | 1 | 10:8  | 9    |
| 3.     | Ituiutaba         | 6    | 2 | 0 | 4 | 7:12  | 6    |
| 4.     | Marcílio Dias     | 6    | 1 | 2 | 3 | 6:10  | 5    |

|  | Geplaatst voor finalegroep |

## Finalegroep
| Plaats | Club                | Wed. | W | G | V | Saldo | Ptn. |
| ------ | ------------------- | ---- | - | - | - | ----- | ---- |
| 1.     | Atlético Goianiense | 14   | 9 | 2 | 3 | 35:10 | 29   |
| 2.     | Guarani             | 14   | 6 | 3 | 5 | 25:22 | 21   |
| 3.     | Campinense          | 14   | 5 | 6 | 3 | 19:20 | 21   |
| 4.     | Duque de Caxias     | 14   | 5 | 3 | 6 | 27:31 | 18   |
| 5.     | Águia de Marabá     | 14   | 5 | 3 | 6 | 20:24 | 18   |
| 6.     | Brasil de Pelotas   | 14   | 5 | 2 | 7 | 17:21 | 17   |
| 7.     | Confiança           | 14   | 5 | 2 | 7 | 23:33 | 17   |
| 8.     | Rio Branco          | 14   | 5 | 1 | 8 | 25:30 | 16   |

|  | Kampioen, promotie naar Série B |
|  | Promotie naar Série B           |

### Kampioen
| Campeonato Brasileiro Série C de 2008   |
| Goiás                                   |
| --------------------------------------- |
| ATLÉTICO GOIANIENSE Kampioen (2° titel) |